# GLI2
Le GLI1 est un facteur de transcription à doigt de zinc, dont le gène est le GLI2 situé sur le chromosome 2 humain.

## Rôles
Il appartient à la famille des GLI, intervenant dans l'embryogenèse, en particulier du rachis, et la cancérogenèse et régule la voie du Hedgehog. Le GLI2 est activée par le TGF bêta et par la voie du SMAD3. 

## Cible thérapeutique
Les dérivés arsenicaux (dont la darinaparsine) réduisent l'expression du GLI2, et par ce biais, la voie du Hedgehog, ce qui pourrait expliquer leur action antitumorale. Par ce mécanisme, ces traitements pourraient également prévenir la formation d'une fibrose, en particulier au niveau rénal.